# Kamishak (rivière)
Pour les articles homonymes, voir Kamishak.
La rivière Kamishak est un cours d'eau d'Alaska, aux États-Unis situé dans le borough de la péninsule de Kenai.

## Description
Longue de 38 milles (61 km), elle coule en direction du sud-ouest à 35 milles (56 km) de l'île Augustine, dans la chaîne des Aléoutiennes.
Son nom local a été référencé en 1826 par le lieutenant Sarichev de la Marine Russe Impériale.

## Affluents
- Little Kamishak
- South Fork Kamishak

## Sources
- (en) « Kamishak (rivière) », Geographic Names Information System